# Csire család (Álmosdi)
Az Csire (Chyre) család régi nemesi család, mely az Ákos nemzetisegből ered.

## Története
Szirmai szerint: 1261-ben V. István király Cyrill Ispánt (Comes) Maroúth nemzetségből származott Almusnak fiát Bihar megyei Álmosd földnek birtokában új adomány címén megerősítette, mivel a tatár pusztításkor levelei elvesztek. E Cyrilltől származott a Csire (Cyre) család.
A Csire család az Ákos nemzetség Salamon nevű tagjától származik. E Salamonnak volt fia Erdő, kinek Salamon, Dénes és István nevű fiai említve voltak az 1291-1294 évi pápai tizedjegyzékben is.
A Csire család őse Salamon unokája Csire (Chyre, Chure) volt, kitől az Álmosdi Csire család ered. Csire fiát Pétert 1327-ben említette először oklevél majd 1342-ben már de Pachey néven Pocsajról nevezték már de Pachey néven.
1350-ben éltek Marout mester, Chyre Péter fia és ennek nővére Katalin, Karuly Miklós özvegye, aki sógorának Marhardnak a hitbért elengedte, azzal a feltétellel, hogy az őt halááig eltartja.
1422-ben Chyre Péter fiai: János és László Penészleket kapta meg királyi adományba.
A család Csire-ága a 14. század közepén kezdett külön ággá válni:
Az Erdő-től származók minden tagja a század folyamán a pocsaji (de Pochay, Poche) címzést használta.
A 15. században a Csirék ágát,melynek nevét ekkorra Közép Szolnok megyében egyes oklevelek már Sződemeteri előnévvel is írták (1423). A Közép-Szolnok megyei birtokok az Ákos nemzetség Pocsaji ágának birtokai voltak már a 14. század derekán, majd az ág, Sződemeteri Péter fia utód nélküli halála miatt, Álmosdi oldalági rokonaik örökölték őket. A Csirék szerzik ezen a vidéken 1435-ben Etelt, 1463– 1474 között Peér-t 61 forintot hozó vámjával együtt, továbbá Hadadot, Újlakot, Alsó- és Felsőszoport, Ardót, Csányt, Usztatót, Kőröst is.
Az  Csire család Csire Barnabás egyetlen Erzsébet nevű lánya született, aki Csapy Ákoshoz ment férjhez; Tőle Melith Pál után Zichy és egyéb Melith családnevű utódok származtak.
A Chyre család monostora, és feltehetőleg családi temetkezési helye azonban az eddigi kutatások szerint mégsem Álmosdon található, hanem a nyíri részeken fekvő birtokukon, Pályiban, ahol Keresztelő Szent János tiszteletére épített monostoruk állt.